# Vinicio Mossali
Vinicio Mossali (Seriate, 19 luglio 1960) è un ex cestista italiano.

## Carriera
Ha disputato la Serie A1 con l'Olimpia Milano, e la Serie A2 con Sassari e Rimini. Ha inoltre militato nel Nuovo Basket Campobasso e nella Viola Reggio Calabria (in Serie B).